# Lijst van voormalige gemeenten in Drenthe
Dit is een lijst met voormalige Drentse gemeenten.
Als het grondgebied van een opgeheven gemeente over meerdere gemeenten is verdeeld, is het grootste deel bij de eerstgenoemde ontvangende gemeente gevoegd. Grenscorrecties tussen gehandhaafde gemeenten zijn niet in de lijst opgenomen. De eerste gemeentelijke herindelingen bij Drenthe hebben pas plaatsgevonden op 1 januari 1998.

## Naamgeving bestuurlijke entiteiten
*: nieuw gevormde gemeentelijke entiteit die een naam gekozen heeft, die nog niet eerder is gebruikt door een andere gemeentelijke entiteit

(naamswijziging): een gemeentelijke entiteit die, zonder wijzigingen aan het grondgebied, gekozen heeft voor een nieuwe naam

Bij een herindeling ontstaat altijd een nieuwe bestuurlijke entiteit, de nieuwe entiteit kan ervoor kiezen een oude naam te handhaven. Echter er is juridisch sprake van "samenvoeging met" van de oude entiteit (en geen toevoeging aan), deze informatie is voor de leesbaarheid en herkenbaarheid wellicht hier weggelaten. Bijvoorbeeld Meppel is samengevoegd met Nijeveen tot de nieuwe bestuursentiteit Meppel.

## 2000
- Middenveld → Midden-Drenthe (naamswijziging)

## 1999
- Zuidlaren → Tynaarlo (naamswijziging)

## 1998
- Anloo → Aa en Hunze* en Zuidlaren
- Beilen → Middenveld*, Hoogeveen en Westerveld
- Borger → Borger-Odoorn*
- Dalen → Coevorden en Hoogeveen
- Diever → Westerveld*
- Dwingeloo → Westerveld*
- Eelde → Zuidlaren en Groningen (provincie Groningen)
- Gasselte → Aa en Hunze*
- Gieten → Aa en Hunze*
- Havelte → Westerveld*
- Norg → Noordenveld*
- Nijeveen → Meppel
- Odoorn → Borger-Odoorn*
- Oosterhesselen → Coevorden en Hoogeveen
- Peize → Noordenveld*
- Roden → Noordenveld*
- Rolde → Aa en Hunze*
- Ruinen → De Wolden*, Hoogeveen, Westerveld* en Middenveld*
- Ruinerwold → De Wolden*
- Schoonebeek → Emmen
- Sleen → Coevorden en Emmen
- Smilde → Middenveld* en Assen
- Vledder → Westerveld*
- Vries → Zuidlaren
- Westerbork → Middenveld* en Hoogeveen
- de Wijk → De Wolden*
- Zuidwolde → De Wolden* en Hoogeveen
- Zweeloo → Coevorden en Middenveld*

## 1884
- Dalen → Dalen en Schoonebeek* (splitsing)